# Третя книга Макавеїв
Третя книга Макавеїв — апокрифічний твір Старого Завіту Біблії. У більшості православних церков проте є частиною второканонічних книг Біблії. Не має нічого спільного з двома першими книгами, оскільки описувані в ній події належать до іншого часу та іншої місцевості. Складається з семи розділів. Письменник цієї книги невідомий.  Йосипу Флавію як друга, так і третя книги Макавеїв не були відомі.

## Зміст
В тексті описуються гоніння на палестинських євреїв від єгипетського царя  Птоломея IV Філопатора. Птолемей IV Філопатор, правитель елліністичного царства Єгипту, був сильно розгніваний, коли після перемоги над Антіохом III, йому не дозволили ступити у Єрусалимський Храм (1,1-2,24). Він робить також спробу заставити юдейську колонію у Александрії поклонятися культу Діоніса. Оскільки це йому не вдається, він насилає на колонію сп'янілих слонів, для її знищення. Проте, за заступництвом Господа, зібрані на арені юдеї були три рази чудесно врятовані (2,25-6,22). Через небесні знаки та об'явлення і сам цар незабаром навертається до правдивої віри та стає захисником юдеїв. Він влаштовує семиденне свято, висилає юдеям охоронного листа та дозволяє їм повбивати тих юдеїв, які пристали до культу Діоніса (6,22-7,23).

## Датування
Книга не має до Макавеїв ніякого відношення, однак свою назву отримує від схеми укладу подій і часу, що був у ній описаний — часу панування греків над східною частиною Середземномор'я. Як і в перших двох книгах, у третій розповідається про утиски віри і обряду елліністами та врятування Богом свого народу. Книга написана у першому столітті до н. е. юдеями у Александрії. Текст відомий лише з небагатьох кодексів. Він відсутній у Ватиканському і Синайському кодексах. Для реконструкції тексту використано лише Александрійський кодекс із небагатьма доповненнями мінускулом.